# Blaibach
Blaibach è un comune tedesco di 2 044 abitanti, situato nel land della Baviera.